# Prasa II Rzeczypospolitej

## Uwarunkowania systemu prasowego20-lecia międzywojennego
Rok 1918 stanowi cezurę w politycznych dziejach Polski, stanowi ją także w dziejach prasy. Przez cały okres dwudziestolecia międzywojennego prasa nie funkcjonowała w jednakowo i stale sprzyjających okolicznościach. Na przeszkodzie w wypełnianiu jej podstawowych funkcji stała polityka oraz sytuacja gospodarcza Polski.

### Ogólne warunki rozwoju prasy
W tym czasie w Polsce ukazało się ponad 20 tys. tytułów, czyli 4 razy więcej, niż w latach 1661–1918.
- podstawy prawne (brak ograniczeń formalno–prawnych)
- warunki społeczno–kulturalne
  - w momencie odzyskania niepodległości Polska była ubogim krajem o przeludnionej wsi. W początku lat 20. mieszkańcy wsi stanowili ponad 64% społeczeństwa. Nieliczne były warstwa inteligencka i pracowników naukowych. Taka struktura powodowała, że prasa w niewielkim stopniu docierała do obszarów pozamiejskich. Prasa stanowiła przede wszystkim atrybut świata inteligenckiego i miejskiego, a spora część społeczeństwa nie miała wyrobionego nawyku, ani potrzeby bycia informowanym poprzez prasę – sytuacja ta widoczna była w początkowym okresie odzyskania niepodległości
  - prasa likwidowała analfabetyzm – niosła cywilizację (według spisu powszechnego z 1921 r. 33% to analfabeci, ale bardzo popularne było wspólne czytanie)
- warunki ekonomiczne
  - duży wpływ na poczytność prasy miały czynniki ekonomiczne ludności. W 1923 r., kiedy w tragicznej sytuacji znalazły się finanse państwowe (hiperinflacja), doszło do dużego spadku popytu na prasę, jego konsekwencją była likwidacja wielu tytułów bądź kłopoty finansowe, które odbijały się na wysokości nakładów, a także zawartości
- warunki techniczne
  - po odzyskaniu niepodległości naturalnym i optymalnym obszarem cyrkulacji prasy były większe miasta. Polska była krajem słabo zurbanizowanym – przeszkodą w dystrybucji prasy była słabo rozbudowana sieć połączeń komunikacyjnych (kolejowych, drogowych)
  - wątły przemysł poligraficzny
  - rozwojowi prasy nie sprzyjała także „geografia prasowa”, odziedziczona po rozbiorach. W pierwszych latach po odzyskaniu niepodległości widoczna była regionalizacja (zarówno prasowa, jak i polityczna), która utrudniała próby tworzenia pism codziennych o charakterze ogólnokrajowym a zarazem wpływała na wysokość nakładów. O istnieniu tytułów o charakterze ogólnopolskim można mówić w latach 30.
- czynnik polityczny
  - prasa kształtowała ówczesną scenę polityczną i system polityczny
  - było to jedyne medium, które mogło prezentować polityków i ich programy
  - kształtowała normy kultury politycznej
    - dyskusje parlamentarne przenosiły się na łamy pism

Cenzura prasowa:(kondycja prasy, organizacja i finanse)
- 1918–1922
  - osiągnięcie takiej podaży jak w 1914 r. – odbudowa potencjału wydawniczego
- 1923–1929
  - dynamiczny wzrost ilości tytułów i nakładów (podwójne w stosunku do 1922 r.)
  - rozwój ilościowy prasy wynikał z dużej liczby partii politycznych
- 1930–1934
  - okres kryzysu gospodarczego
  - spadek tytułów – dotknął on głównie pisma partyjne
  - najlepiej poradziły sobie pisma specjalistyczne i masowe (sensacyjne)
- 1935–1939
  - okres pomyślny, wzrost liczby tytułów o ponad 80% oraz nakładów

### Uwarunkowania prawne
- Sytuacja prawodawstwa prasowego w Polsce od 11 listopada 1918 do 17 marca 1921:
  - W Wielkopolsce, na Pomorzu, na Górnym Śląsku:
    - Ustawodawstwo oparte na niemieckiej ustawie prasowej (1874), kodeksie prawnym (1871), ustawie postępowania karnego (1877). – Ustawa ograniczała uprawnienia władz administracyjnych w zakresie inicjowania konfiskat prasowych. Nadzór nad prasą przekazywała władzom sądowym.

  - Na obszarze Galicji:
    - Utrzymano w całości austriackie prawo prasowe. Ustawa prasowa z 1862 przewidywała system kaucyjny (zniesiony w 1894) Konfiskatę czasopisma uznawano za samodzielny środek represyjny.

  - Na obszarze Kongresówki:
    - Rząd Jędrzeja Moraczewskiego zniósł cenzurę prewencyjną i proklamował wolność prasy.
    - Dekret o tymczasowych przepisach prasowych z 1919 roku wzorowany na rosyjskiej ustawie z 1905 roku przyjmował system zgłoszeniowy przy powstawaniu czasopisma.
    - Porozumienie Ministerstwa Spraw Wewnętrznych i Ministerstwa Sprawiedliwości z 1920 roku w spawie wprowadzenia cenzury w zakresie wiadomości dotyczących spraw wojskowych.
- Konstytucja marcowa 1921 (gwarantowała bardzo szeroki zakres swobód)
  - gwarantowała obywatelom prawo do swobodnego wyrażania swoich przekonań oraz wolność prasy.
  - Artykuł 105 zakazywał jej cenzurowania oraz koncesjonowania edycji druków charakterze informacyjnym. Uniemożliwiał także odbieranie periodykom debitu pocztowego, czyli gwarantował swobodę w ich rozpowszechnianiu na terenie całego kraju.
- Projekt zunifikowanej ustawy prasowej z 1923 roku przygotowany przez rząd Władysława Sikorskiego został wycofany przez Władysława Grabskiego
- Przewrót majowy Dojście do władzy obozu piłsudczykowskiego, w maju 1926 r., zmieniło sytuację polityczną w Polsce, zmieniło także warunki funkcjonowania prasy.
  - Próby ograniczania swobody prasy (zwłaszcza opozycyjnej).
  - Wprowadzono dwa akty wykonawcze:
  - rozporządzenie prezydenta (z października 1926 r.) dotyczące kar za zniewagę władz oraz rozpowszechnianie nieprawdziwych wiadomości za wprowadzanie w błąd odbiorców poprzez oznaczanie przedsiębiorstwa tak by można było je utożsamiać z innym przedsiębiorstwem
  - w maju 1927 r. prezydent wydał nowe rozporządzenie o prawie prasowym, które zaostrzało kary finansowe, jak również zwiększyło ilość danych osobowych w zgłoszeniach o nazwisko i adres właściciela, użytkownika i dzierżawcy czasopisma,ograniczało kolportaż i zakazywało rozprowadzania pism, który był związany ze specyfiką pewnych miejsc i wiekiem kolporterów
  - Umowa z 1928 roku pomiędzy Ruchem a Ministerstwem Komunikacji uprawniała ministerstwo do wyłączania ze sprzedaży w kioskach Ruchu poszczególnych czasopism
  - Rozporządzenie porządkowe w sprawie sprzedaży czasopism z 1930 roku stanowiło, że kolportaż wymaga zezwolenia komisarza rządu
- konstytucja kwietniowa 1935 r. – brak artykułu wolności prasy, tylko wolność słowa
  - Dowodem na to, że sanacja nie uważała wolności prasy za jedną z podstaw ładu państwowego, było pominięcie tej kwestii w Konstytucji uchwalonej w 1935 r. Ustawa mówiła o wolności sumienia, słowa i zrzeszeń z zastrzeżeniem, ze ich granicą jest "dobro powszechne".

- 1938 r. dekret prasowy prezydenta RP – zmiany i zaostrzenie przepisów – rozszerzenie uprawnień władz administracyjnych przy wydawaniu decyzji o wstrzymaniu pisma
  - Na jego mocy, prawo zajęcia tekstów przysługiwało odtąd nie sądom, a władzom administracyjnym. Dekret zobowiązywał również gazety do zamieszczania komunikatów urzędowych, czyli w pewnym sensie gwarantował władzom wpływ na ich zawartość.
  - wprowadzał drakońskie kary – wymierzenie oznaczało upadek bądź poważne kłopoty materialne, nawet najzasobniejszych tytułów.
  - Likwidował funkcję redaktora odpowiedzialnego – odpowiadał bezpośredni autor, prowadzący numer lub wydawca.
- uzupełniające dekrety:
  - Także w listopadzie 1938 r. weszło w życie nowe rozporządzenie o ochronie interesów państwa.
  - ustawa (z 1938 r.) o ochronie imienia Józefa Piłsudskiego

Władze zyskiwały za pomocą wszystkich tych regulacji dość szeroką kontrolę prasy. Prawo nie było przy tym jedynym narzędziem, jakie stosowano w celu uzyskania dominacji na rynku prasy. Sanacja posługiwała się: zaostrzona cenzura, konfiskaty notowały dzienniki partyjne; Zajmowano zarówno całych numerów jak i poszczególnych tekstów. Pisma opozycyjne z białymi plamami na pierwszej stronie stały się znakiem czasu.